# Friedrich von Thun und Hohenstein
Friedrich Franz Joseph Michael Graf von Thun und Hohenstein, né le 8 mai 1810 et mort le 24 septembre 1881 à Tetschen (actuelle Děčín, République tchèque), est un diplomate autrichien. 

## Biographie

### Famille
C'est un membre de la famille noble Thun et Hohenstein, représentée au Tyrol et en Bohême. 
Il est le fils du comte (Graf) Franz Anton et de la comtesse Theresia Maria von Brühl, qui ont eu quatre autres enfants. 
La famille Thun-Hohenstein, venue à Paris fin 1834, fait la connaissance de Frédéric Chopin par l'intermédiaire d'un diplomate saxon, Thomas Albrecht ; Chopin donne des leçons de piano à deux des filles (Anna, 1815-1895, et Juza, 1812-1885), et surtout à Friedrich (de novembre 1834 à mars 1835). En 1835, Chopin, se trouvant à Carlsbad avec ses parents, rencontre le comte de Thun qui les emmène au château de Tetschen où ils séjournent plusieurs jours. Chopin y compose la Valse, opus 34/1, dédiée à Juza.
Friedrich von Thun a épousé la comtesse Leopoldine von Lamberg von Stein und Guttenberg (1825-1902). De ce mariage sont nés deux fils :  
- Franz Anton, qui devient par la suite gouverneur en Bohême et, pendant une courte période, ministre-président d'Autriche ;
- Jaroslav von Thun-Hohenstein, qui devient généalogiste et historien[2].

### Carrière diplomatique
Entré dans la diplomatie autrichienne, il est chargé d'affaires à Turin de 1843 à 1847. Il est ensuite nommé ambassadeur à Stockholm (1847), puis à Munich (1849). 
En 1850, il devient ambassadeur d'Autriche près le parlement de Francfort et est nommé président du Bundestag (Diète fédérale) de la Confédération germanique, qui vient d'être rétabli. Dans cette fonction, il a de vifs débats avec l'ambassadeur de Prusse, Otto von Bismarck. En 1852, il devient ambassadeur en Prusse. 
En 1855, il entre au service de Joseph Radetzky en Lombardie. De 1857 à 1863, il est ambassadeur à Saint-Pétersbourg avec des pouvoirs élargis. Il prend ensuite sa retraite de l'activité diplomatique.

### Activité politique
En tant que grand propriétaire terrien, il est élu au Landtag (Diète territoriale) de Bohême. À partir de 1879, il est membre héréditaire de l'Herrenhaus (Chambre des Seigneurs) d'Autriche. Il y rejoint les rangs du parti féodal au côté de son frère Leo.

## Hommage
Une rose est baptisée de son nom en 1880, l'hybride remontant 'Comte Frédéric de Thun-Hohenstein'.